# Petar Krpan
Petar Krpan (Osijek, 1. srpnja 1974.), hrvatski umirovljeni nogometaš.
Igrao je na mjestu napadača. Nastupao za klubove NK Olimpija Osijek, NK Osijek, Sporting Lisabon, U.D. Leiria, NK Zagreb, Hajduk Split, HNK Rijeka, Inter Zaprešić.
Igrao za reprezentaciju Hrvatske na Svjetskom prvenstvu u nogometu 1998. godine
Kao član reprezentacije 1998. dobitnik je Državne nagrade za šport "Franjo Bučar".
U 1. HNL postigao je 64 gola te je na 15. mjestu liste najboljih strijelaca u povijesti.
Statistika u Hajduku
| Natjecanje        | Nastupi | Zgoditci |
| ----------------- | ------- | -------- |
| Prvenstvo         | 55      | 22       |
| Kup               | 8       | 1        |
| Superkup          | 1       | 0        |
| Međunarodne       | 6       | 1        |
| Splitski podsavez | 0       | 0        |
| Ukupno            | 70      | 24       |
| Prijateljske      | 15      | 4        |
| Sveukupno         | 85      | 28       |

Prvi nastup za Hajduk imao je protiv Cibalije 24. kolovoza 2002. u Vinkovcima (završilo je 4:1). Gol za Hajduk dao je Nino Bule.